# وولویچ، نیو ساوت ولز
وولویچ (به انگلیسی: Woolwich) یک حومه شهر در استرالیا است که در نیو ساوت ولز واقع شده‌است.